# 레타 (가수)
레타(2001년 9월 22일 ~ )는 중국의 래퍼다. 2022년 싱글 앨범 [RETA]로 정식 데뷔했다.

## 방송
- 쇼미더머니 11 (2022) - 1차 예선 탈락
- 매드 지니어스 (2022)
- 걸스 온 파이어 (2024) - Top15

## 음반
- RETA (2022)
- 푸른색 파란색 (2022)
- 이노래 듣지마 (2022)
- 너에게 (2022)

## 기타
- 워터프레쉬샤워 <겐세이> (2021) - 피처링/작사
- RETA, San E <NO답> (2022) - 작사/작곡
- RETA, San E <빨간맛> (2022) - 작사/작곡
- RETA <잡아 내손> (2022) - 작사/작곡
- RETA <푸른색 파란색> (2022) - 작사/작곡
- San E <밤하늘의 ☆따위> (2022) - 피처링/작사/작곡
- San E <24hrs> (2022) - 피처링/작사
- RETA <이노래 듣지마> (2022) - 작사/작곡
- RETA <너에게> (2022) - 작사/작곡